# Zyginopsis maculipennis
Zyginopsis maculipennis är en insektsart som först beskrevs av Oshanin 1891.  Zyginopsis maculipennis ingår i släktet Zyginopsis och familjen dvärgstritar. Inga underarter finns listade i Catalogue of Life.